# 타이탄 (위성)

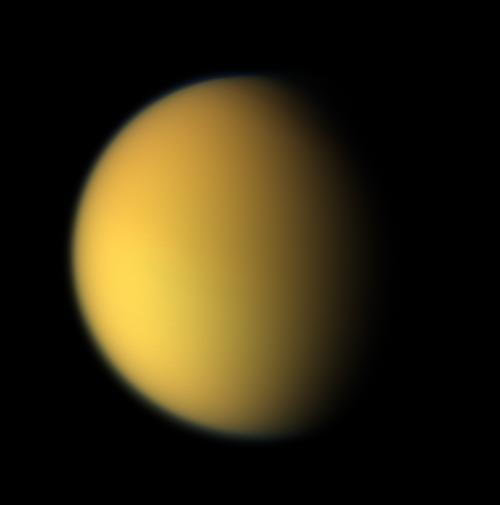
타이탄

타이탄(영어: Titan) 또는 티탄은 토성의 위성이다. 토성의 위성 중에서 가장 큰 천체로, 태양계 내에서는 목성의 가니메데에 이어 두 번째로 크다. 토성 VI라고 부르기도 한다. 짙은 대기를 가진 유일한 위성이며, 지구처럼 표면에 안정된 상태로 존재하는 액체가 확인된 최초의 천체이다. 대기 구성이 원시지구와 유사하여 다양한 관심을 받고 있다.
타이탄은 토성에서 20번째로 먼 위성이며, 중력적으로 둥근 위성으로만 따지자면 여섯 번째로 떨어져 있는 위성이다. 행성과 비슷한 특징을 지닌 위성으로 자주 기술되는 것처럼 타이탄은 반지름이 달의 약 1.5배이고 질량은 1.8배나 된다. 목성의 가니메데에 이어 태양계에서 두 번째로 큰 위성이며, 크기만으로 따진다면 수성보다 더 크다.
천문학자 크리스티안 하위헌스가 1655년 3월 25일 최초로 발견했다. 당시 타이탄은 토성의 위성들 중 첫 번째로 존재가 증명된 존재였다. 태양계의 위성 중 갈릴레이 위성 다음으로 발견된 첫 천체다. 명칭은 그리스 신화의 거인 신격들인 티탄에서 이름을 따왔다. 티탄은 가이아와 우라노스 사이의 12남매를 지칭한다. 타이탄은 토성 반지름의 20배, 토성 표면으로부터 120만 km 상공에서 토성을 공전한다. 타이탄 표면에서 토성은 고리를 제외하면 5.09도의 각도를 이루며, 만약 타이탄의 두꺼운 대기를 통해 관측한다면 지구에서 달의 각도(0.48도)보다 지름이 11.4배 더 크게 보일 것이다.
타이탄의 표면은 주로 얼음과 암석으로 이루어져 있으며, 암석핵은 얼음 1h로 이루어진 껍질과 암모니아가 풍부한 액체 물로 이루어진 지하층을 포함한 다양한 얼음층으로 둘러싸여 있. 타이탄은 짙은 대기로 둘려싸여 있기 때문에, 2004년, 카시니-하위헌스 호가 도착하기 전까지 인류는 타이탄의 표면에 대하여 거의 알지 못했다. 카시니-하위헌스 호의 탐사로 탄화 수소로 채워진 호수들이 타이탄의 극지에 존재함을 확인하게 되었다. 표면은 지질학적으로 젊었으며, 산과 얼음 화산으로 보여지는 지형들이 몇몇 관찰되었다. 타이탄의 표면은 전체적으로 평평했으며, 충돌구는 거의 발견되지 않았다.타이탄의 대기는 대부분 질소로 이루어져 있으며 소량의 메테인과 에테인이 섞여 있다. 타이탄 표면에는 바람과 비 등의 기상 현상이 발생하며, 지구 해변과 비슷한 물결 모양의 지형도 형성되어 있다. 표면 및 지하에 있는 액체 물질 및 질소로 충만한 대기 때문에 타이탄은 온도가 훨씬 더 낮다는 점만 제외하면 마치 원시 지구의 모습과 유사해 보였다. 이 때문에 타이탄은 예전부터 미생물 혹은 적어도 복잡한 유기 화합물 형태의 생명체가 태동할 환경이 형성되어 있을 것으로 믿어져 왔다. 과학자들은 타이탄의 지하에 있는 액체 바다가 생명체가 생겨날 환경을 제공할 가능성이 있다고 주장해 왔다.

## 발견과 명명

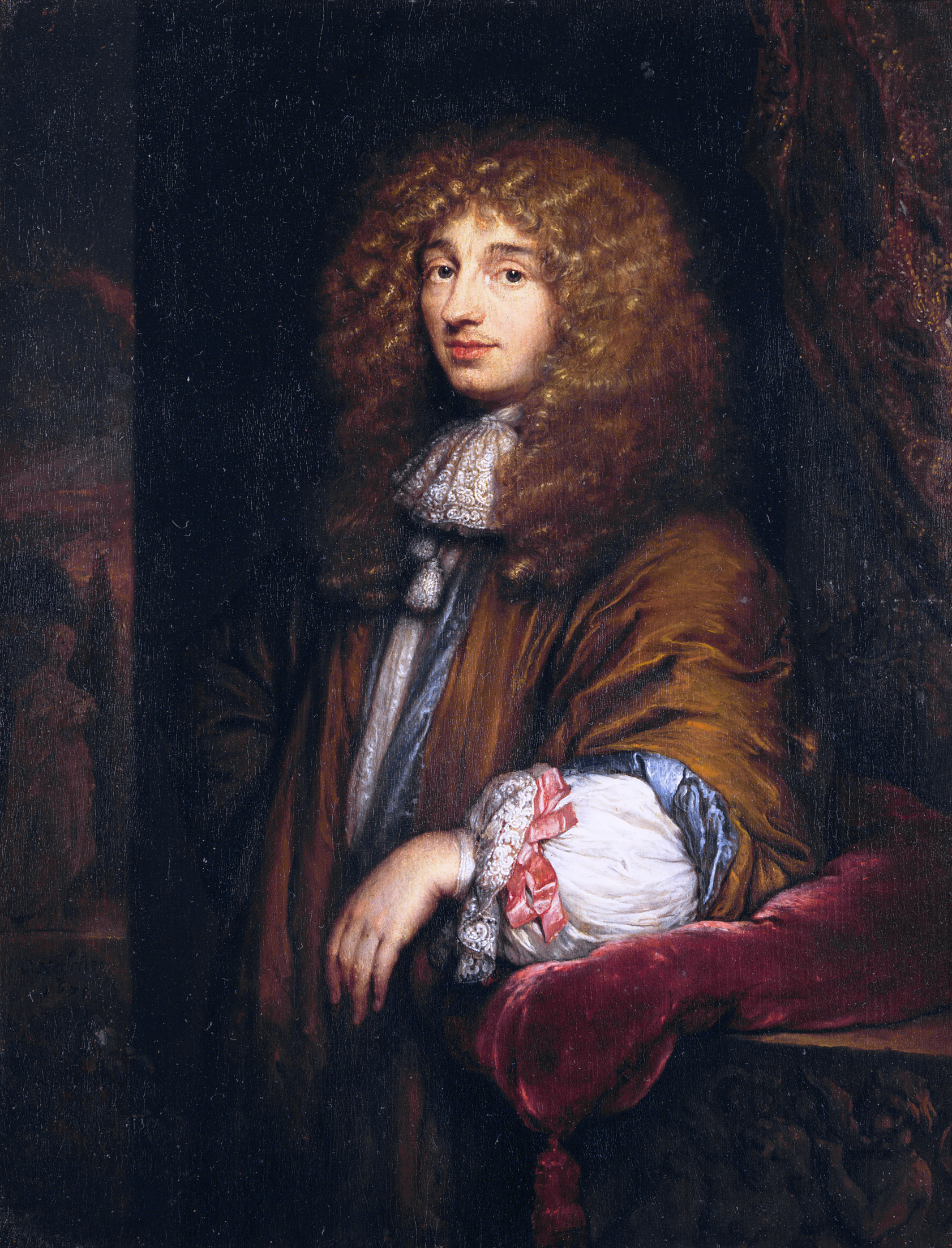
타이탄을 발견한 사람인 크리스티안 하위헌스.

네덜란드 천문학자 크리스티안 하위헌스는 1655년 3월 25일에 타이탄을 발견하였다.갈릴레오가 1610년에 목성의 4대 위성을 발견하고 망원경 기술을 발전시킨 것에 매료된 하위헌스는 형인 콘스탄테인 하위헌스 주니어의 도움을 받아 1650년경 망원경을 제작하기 시작했고, 그들이 제작한 망원경 중 하나로 토성을 도는 최초의 관측된 위성인 타이탄을 발견하였다.
하위헌스는 자신의 발견을 Saturni Luna (또는 Luna Saturni , 토성의 위성)라는 이름을 붙였고, 1655년 자신의 논문 De Saturni Luna Observatio Nova (토성의 위성에 대한 새로운 관측)를 통해 이를 발표하였다. 1673년부터 1686년 사이에 조반니 도메니코 카시니가 토성의 추가 위성 4개를 발표한 후, 천문학자들은 이 위성들과 타이탄을 토성 I부터 V까지로 부르기 시작하였으며 (당시 타이탄은 네 번째), 타이탄에 대한 다른 초기 명칭으로는 "토성의 평범한 위성"이 사용되었다.
국제 천문 연맹은 타이탄에 정식 번호 "토성 VI"를 부여하였다.
타이탄이라는 이름과 당시 알려진 토성의 7위성의 이름은 윌리엄 허셜의 아들이자 토성의 또 다른 두 위성인 미마스와 엔셀라두스의 발견자이기도 한 존 허셜에 의해, 1847년 발표된 논문(Results of Astronomical Observations Made during the Years 1834, 5, 6, 7, 8, at the Cape of Good Hope)에서 처음 붙여졌다. 그 이후로 토성 주위에서는 수많은 작은 위성들이 발견되었다. 토성의 위성들은 신화 속 거인들의 이름을 따서 명명되는데, 타이탄이라는 이름은 그리스 신화의 불멸의 존재인 타이탄족(티탄족)에서 유래된다.
지구 외의 행성 위성들은 천문 문헌에서 기호가 부여된 적이 없다. 대부분의 왜소행성 기호를 설계한 소프트웨어 엔지니어 데니스 모스코비츠(Denis Moskowitz)는 그리스 문자 타우 (타이탄의 첫 글자)와 토성 기호의 굽은 부분을 결합한 기호를 타이탄의 기호로 제안하였으나 (), 이 기호는 널리 사용되지 않는다.

## 형성
목성과 토성의 규칙 위성은 태양계 행성들이 형성된 것으로 여겨지는 과정과 유사한 공동 강착(co-accretion) 과정을 통해 형성된 것으로 보인다. 젊은 가스 거대 행성들이 형성될 때, 이들은 주변에 점차 모여 위성으로 응집된 물질 원반을 거느리고 있었다. 목성의 네 개 갈릴레이 위성은 매우 규칙적이고 행성에 가까운 궤도를 유지하지만, 타이탄은 토성 위성계에서 압도적으로 큰 존재감을 보이며, 단순 공동 강착만으로는 설명하기 어려운 높은 궤도 이심률을 지닌다. 타이탄 형성에 대한 한 가지 가설은 토성계가 처음에는 목성의 갈릴레이 위성과 유사한 위성군으로 시작되었으나, 이후 일련의 거대 충돌에 의해 이들 위성들이 파괴되었고 그 결과 타이탄이 형성되었다는 것이다. 이 충돌 잔해로부터 토성의 중간 크기 위성인 이아페투스와 레아 등이 형성되었다. 이러한 격렬한 기원은 타이탄의 높은 궤도 이심률 설명해 준다.
2014년 타이탄 대기의 질소 성분을 분석한 결과, 이 질소가 토성 주변 물질의 공동 강착 당시 형성된 것이 아니라 오르트 구름과 유사한 기원 물질에서 유래했을 가능성이 제시되었다.

## 공전과 자전

타이탄의 공전 궤도(적색). 다른 궤도는 질량이 큰 토성 안쪽궤도 위성들이다. 타이탄보다 먼 곳을 도는 두 위성은 이아페투스와 히페리온이며, 안쪽 위성들은 디오네, 테티스, 엔셀라두스, 미마스이다.

타이탄은 토성을 15일 22시간 주기로 1회 공전한다. 지구의 달 및 다른 가스 행성의 위성들 다수와 마찬가지로 타이탄의 공전주기는 1 자전주기와 일치한다. 따라서 타이탄은 한 쪽 면이 토성만을 계속 바라보는, 조석 고정 상태에 있다. 궤도 이심률은 0.0288이며 토성 적도에 대한 궤도경사각은 0.348도이다. 지구에서 보았을 때 타이탄은 토성 시지름의 20배 정도 거리만큼 어머니 행성에서 떨어져 있다(이는 실제 거리로 약 120만 킬로미터에 해당된다). 이는 천구상에서 0.8초각 거리이다.
타이탄은 작고 불규칙한 모양의 또 다른 위성 히페리온과 3:4의 궤도 공명비를 보이고 있다. 모형에 의하면 혼란스러운 궤도로부터 '완만하고 부드러운' 과정을 거쳐 현재의 궤도공명 상태가 이루어진 것으로 보고 있다. 히페리온은 안정적인 공전궤도 선상에서 생겨났을 가능성이 큰데, 타이탄이 히페리온에 가까이 접근하면서 물질들을 빨아들이면서 히페리온의 궤도 역시 타이탄 근처로 이동했을 것으로 보인다.

## 타이탄의 물리적 특성

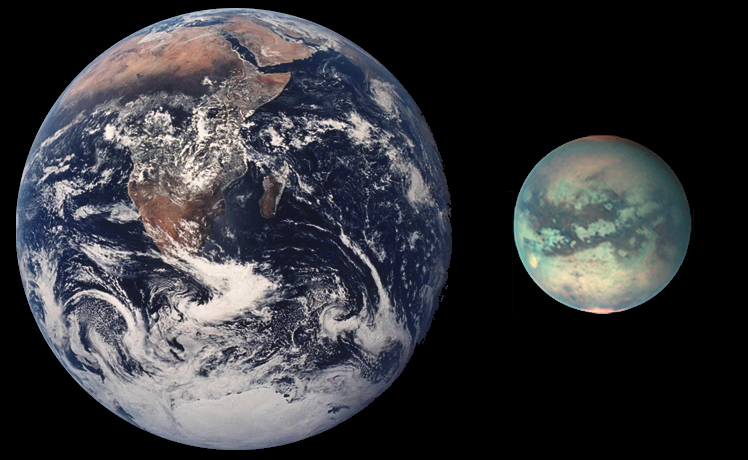
타이탄과 지구의 크기를 비교한 그림.

얼음 6층을 보여주는 타이탄의 내부 구조.

타이탄의 지름은 5,150 킬로미터로, 행성인 수성의 4,879 킬로미터보다도 더 크다. 1980년 보이저 1호가 타이탄을 방문하기 전까지는 타이탄의 지름이 가니메데보다 더 큰 것으로 여겨졌었다. 이렇게 생각한 이유는 타이탄의 짙고 불투명한 대기가 지표 위로 두껍게 형성되어 있어서 우주에서 보았을 때의 시직경을 증가시켰기 때문이다. 타이탄의 반지름과 질량, 밀도는 목성의 위성 가니메데, 칼리스토와 비슷하다. 1.88g/cm³의 밀도로 보아, 타이탄의 조성물은 반은 물의 얼음이고 나머지 반은 암석 물질로 이루어졌을 것으로 보인다. 조성물의 비율은 토성의 위성인 디오네 및 엔셀라두스와 비슷하지만, 타이탄은 자체 질량이 크기 때문에 중력에 의해 뭉쳐 있어서 이들보다 밀도가 크다.
타이탄의 중심부에는 3,400 킬로미터 직경의 핵이 있으며, 이 위로 여러 다양한 형태의 얼음 결정으로 이루어진, 여러 개의 층이 존재한다. 타이탄의 내부는 아직도 뜨거우며 따라서 물과 암모니아로 이루어진 액체 층이 얼음 Ih층과 (더 깊은 곳에 있는) 고압력 얼음층 사이에 존재할 것이다. 타이탄 내부에서 발생하는 열 흐름은 고압 얼음이 형성되기에는 너무 강할 수도 있으며, 가장 바깥쪽 층은 표면 지각 아래에 있는 액체 물로 주로 구성되어 있을 수 있다. 암모니아가 존재하는 것은 물이 176K(물과 공융계를 이룰 경우)나 되는 온도에서도 액체를 유지하게 해준다. 이런 '바다'의 존재는 최근에 카시니 탐사선이 타이탄 대기의 극저주파(ELF)를 조사한 자료에 의해 밝혀졌다. 타이탄의 표면은 ELF파를 거의 반사하지 않지만, 표면 밑에 있는 액체-얼음 경계면에 의해 극저주파가 반사된 것으로 보인다. 카시니 호가 관측한 표면 지형은 구조적으로 2005년 10월에서 2007년 5월 사이에 30킬로미터 이동했는데 이는 지각이 내부 층과 단절되어 있음을 암시하는 것이며, 내부에 액체 층이 존재할 것이라는 또 다른 단서가 된다. 고체 핵에서 분리된 액체층과 얼음 껍질에 대한 증거는 타이탄이 토성을 공전할 때 중력장이 변하는 방식에서 나온다. 중력장을 RADAR 기반 지형 관측과 비교한 결과, 얼음 껍질이 꽤 단단할수도 있을 가능성도 제기되었다.

## 타이탄의 대기

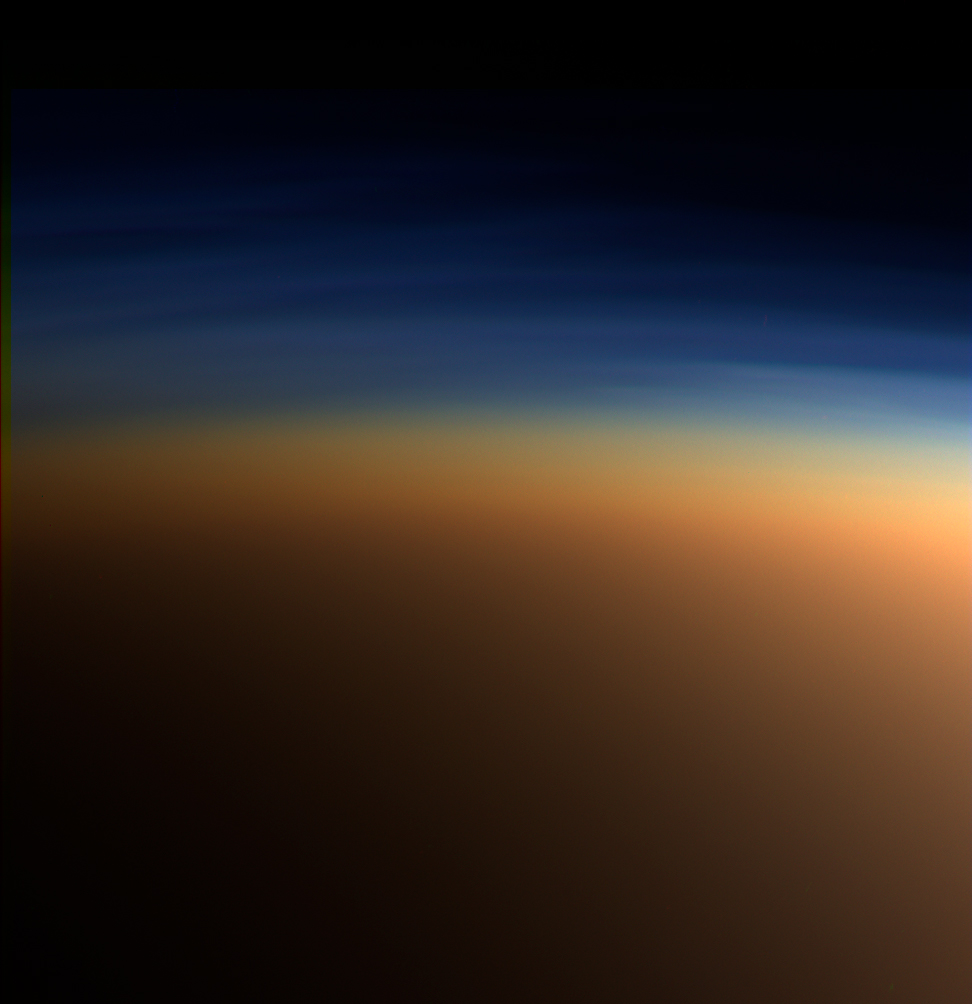
타이탄의 대기

타이탄 대기의 수직적인 모습을 나타낸 다이어그램.

타이탄은 태양계에서 지구보다 더 두꺼운 대기를 가지고 있는 유일한 위성이다. 타이탄 지표의 대기압은 1.448 atm이며,:834 해왕성의 위성인 트리톤과 더불러 구름, 안개, 날씨를 만들 수 있는 대기를 가지고 있는 두 개의 위성 중 하나이다.:872 바람과 강우를 포함한 대기의 작용들이 사구와 호안 같이 지구와 비슷한 지형적 특징을 만들고 있으며, 이들은 역시 지구와 마찬가지로 계절적인 기상 패턴과 관련이 있다. 타이탄은 지구보다 온도가 매우 낮지만, 액체를 가지고 있다는 점과 질소로 된 짙은 대기를 가지고 있기 때문에 원시 지구와 비교되기도 한다. 1903년 스페인 천문학자 주제프 코마즈 이 술라(Josep Comas i Solà)는 타이탄에서 뚜렷한 주연감광 현상을 관측하여 타이탄에 상당한 대기가 존재한다는 주장을 처음으로 제기하였다. 짙은 안개 같은 대기 때문에 타이탄는 한때 태양계에서 가장 큰 위성으로 여겨졌으나, 이후 보이저 임무를 통해 가니메데가 약간 더 크다는 사실이 밝혀졌다.:831 이 대기는 타이탄의 표면을 가려 2004년 카시니-하위헌스 임무 이전에는 직접 찍은 표면 사진을 얻을 수 없었다.
타이탄 대기의 주요 구성 성분은 질소, 메탄, 그리고 수소이다.:243 대기의 정확한 조성은 고도와 위도에 따라 달라지며, 이는 타이탄 하층 대기에서 일어나는 기체와 액체 상태로 순환하는 메탄 사이클 때문이다. 질소는 가장 풍부한 기체로, 성층권에서는 약 98.6%, 대류권에서는 약간 감소한 약 95.1% 농도를 보인다. 하위헌스 탐사선의 직접 관측에 따르면 메탄 농도는 표면 근처에서 최고치인 4.92%에 달하며, 표면에서 약 8 km 높이까지는 이 농도가 비교적 일정하다. 그 이후 고도가 높아질수록 메탄 농도는 점점 감소하여 성층권에서는 약 1.41%에 이른다.:243–244 메탄 농도는 타이탄의 겨울 극지방 근처에서도 증가하는데, 아마 고위도 지역 표면에서의 증발 때문으로 추정된다.:385
수소는 세 번째로 풍부한 기체로 약 0.1% 정도의 농도를 가진다.:243 이외에도 에테인, 다이아세틸렌, 메틸아세틸렌, 아세틸렌, 프로페인 등과 같은 다양한 탄화수소 계열의 미량 기체, 그리고 시아노아세틸, 사이안화 수소, 이산화 탄소, 일산화 탄소, 사이아노젠, 아르곤, 헬륨 등의 기체가 소량 존재한다. 탄화수소는 타이탄의 상층 대기에서 태양의 자외선에 의해 메탄이 분해되면서 생긴 화학 반응을 통해 생성되며, 짙은 주황색의 스모그를 형성하는 것으로 생각된다.
태양으로부터의 에너지는 타이탄 대기의 모든 메탄을 5천만 년 이내에 더 복잡한 탄화수소로 전환시켰어야 한다. 이것은 태양계 나이와 비교할 때 매우 짧은 기간이며, 메탄은 반드시 타이탄 내부 또는 표면의 저장소에서 보충되어야 함을 나타낸다. 대기 중 메탄의 기원은 얼음화산 분출을 통해 방출된 메탄일 수 있다. 2013년 4월 3일, NASA는 타이탄의 대기를 모사한 실험을 통해 톨린이라 통칭되는 복합 유기 화합물이 타이탄에서 생성될 가능성이 높다는 연구 결과를 발표했다.
2013년 6월 6일, 스페인 안달루시아 천체물리학연구소(IAA-CSIC)의 과학자들은 타이탄 상층 대기에서 여러 고리 방향족 탄화수소를 검출했다고 보고했다.
2013년 9월 30일, NASA의 카시니 탐사선은 복합 적외선 분광기(CIRS)를 사용하여 타이탄 대기에서 프로펜을 검출하였다. 이는 지구 이외의 위성이나 행성에서 처음 검출된 프로펜이자 CIRS가 찾아낸 첫 번째 화학물질이다. 프로펜 검출은 1980년 NASA의 보이저 1호가 타이탄을 스윙바이했을 때 관측된 현상 사이의 미스터리한 공백을 채워 주었다. 당시 타이탄 갈색 스모그를 구성하는 다수의 기체가 태양의 자외선에 의한 메탄의 광분해로 생성된 라디칼이 재결합해 형성된 것으로 밝혀지게 되었다.

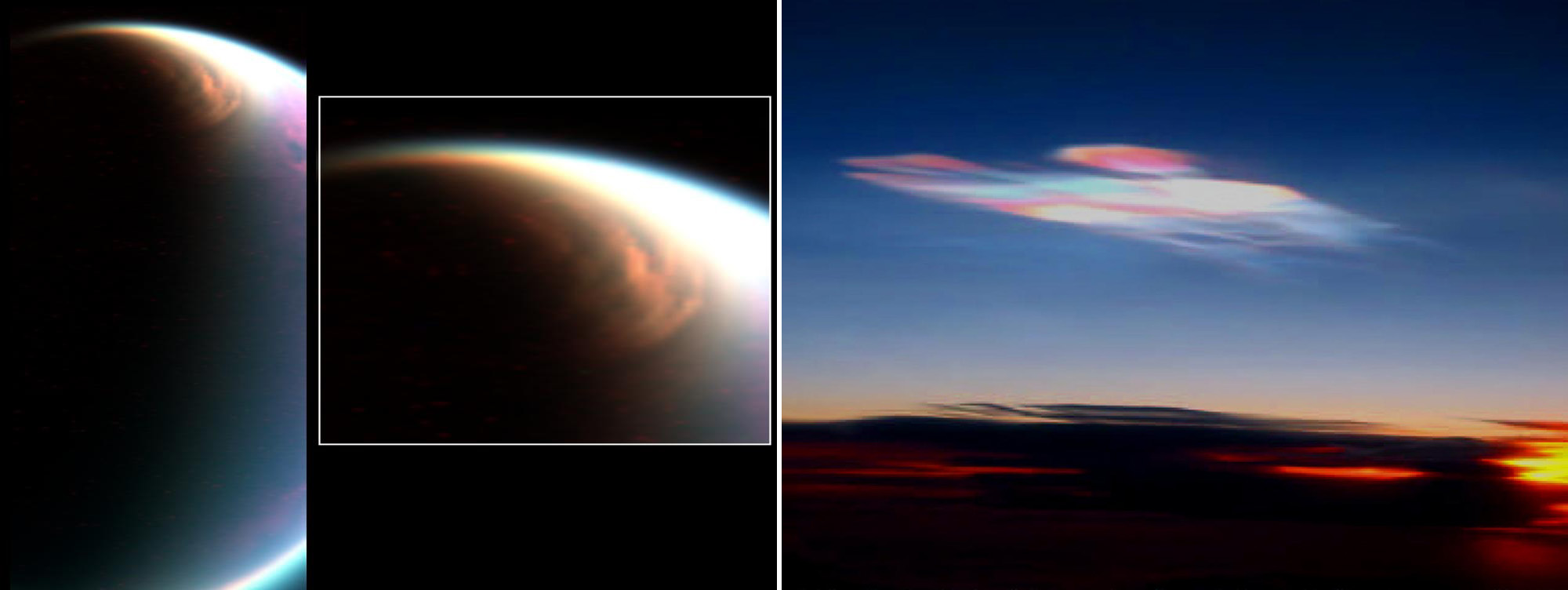
타이탄(왼쪽)의 극지방 메탄 구름과 지구(오른쪽)의 물이나 얼음으로 만들어진 극성 성층권 구름 비교.

## 기후

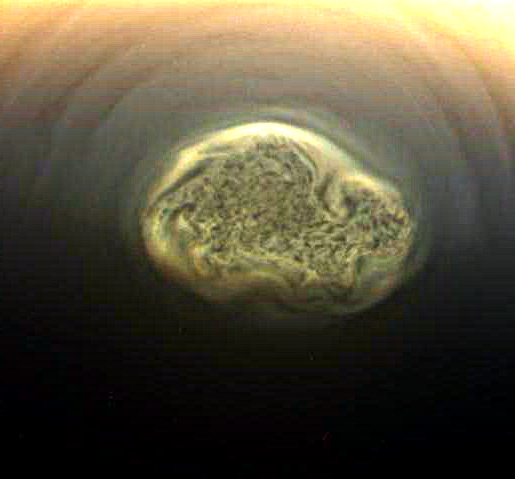
타이탄 남극의 극 소용돌이 대기 현상

타이탄의 표면 온도는 약 94 K이다. 이 온도에서는 물 얼음의 증기압이 매우 낮기 때문에, 존재하는 적은 양의 수증기는 성층권에만 국한되어 나타난다. 타이탄이 받는 태양빛은 지구의 약 1% 수준이다. 이마저도 타이탄의 두꺼운 대기를 통과하면서 약 90%가 흡수되어, 지표에 도달하는 빛은 지구가 받는 양의 0.1%에 불과하다.
타이탄의 대기 중 메탄은 표면에서 온실효과를 만들어내며, 이 효과가 없다면 타이탄은 훨씬 더 추운 환경이었을 것이다. 반대로, 대기 중의 안개는 햇빛을 흡수해 일부 온실효과를 상쇄하는 반 온실효과(anti-greenhouse effect)를 일으켜 표면 온도를 상층 대기보다 크게 낮추기도 한다.

메탄 구름 (애니메이션; 2014년 7월).

타이탄의 구름은 대략적으로 메탄, 에테인 또는 다른 단순 유기물로 이루어져 있으며, 전체적인 안개 속에서 드물고 불규칙하게 분포되어 있다.
하위헌스 탐사선의 발견에 따르면, 타이탄의 대기에서는 주기적으로 액체 메탄과 기타 유기 화합물이 지표로 내리는 강수가 발생한다.
일반적으로 타이탄 표면의 구름은 전체 면적의 약 1%를 덮고 있으나, 간헐적으로 폭발적인 구름 형성이 일어나면서 덮는 면적이 8%까지 급격히 증가하는 경우도 관찰되었다. 한 가설은, 남반구 여름철에 일사량이 증가하면서 대기 내 대류 현상이 발생해 남반구 지역에 구름이 형성된다고 설명한다. 하지만 이러한 구름 형성은 여름철 이후인 중간 봄 시기에도 관찰되어, 이 가설에 복잡함을 더한다. 남극 지역의 메탄 습도가 증가함에 따라 구름 크기가 급격히 커지는 현상과도 관련이 있을 수 있다.
2010년까지는 타이탄의 남반구가 여름철이었으나, 토성의 공전 궤도 변화에 따라 그 이후부터는 북반구가 햇빛을 받는 계절이 되었다. 계절이 바뀌면, 에테인이 남극 상공에서 응결되기 시작할 것으로 예상된다.

## 표면의 모습

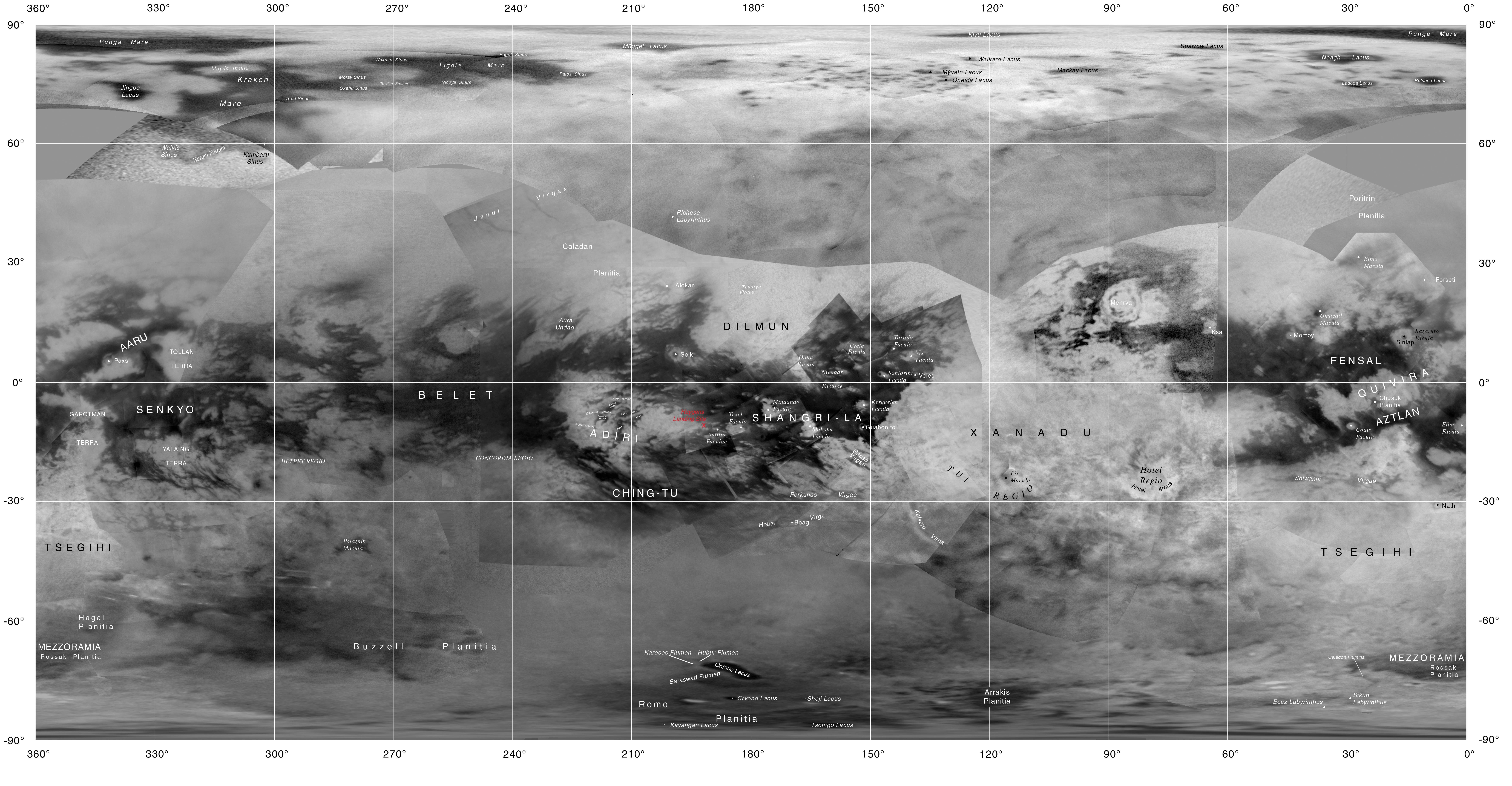
IAU 지명과 함께 있는 타이탄의 전 지도 (August 2016).
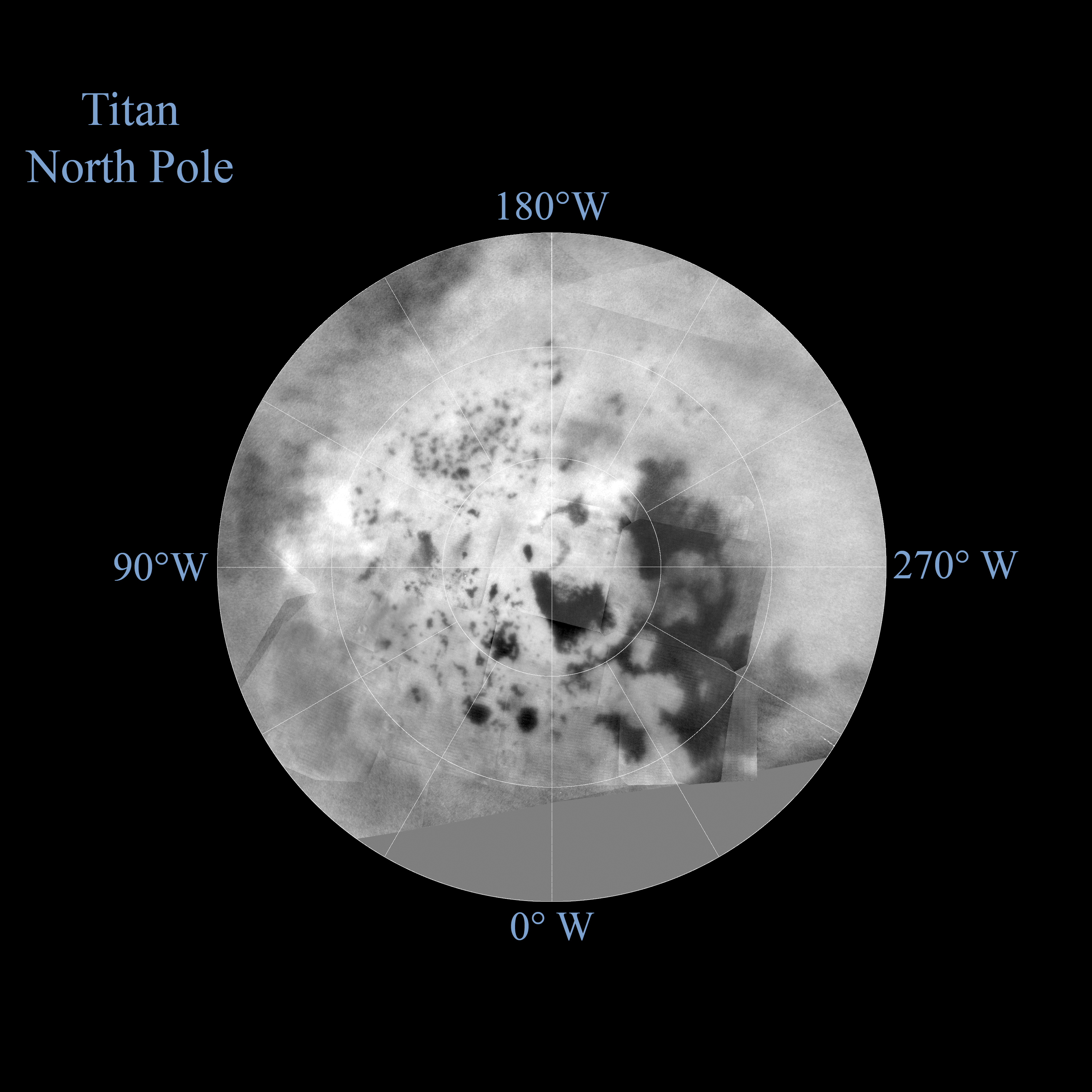
타이탄의 북극 (2014).
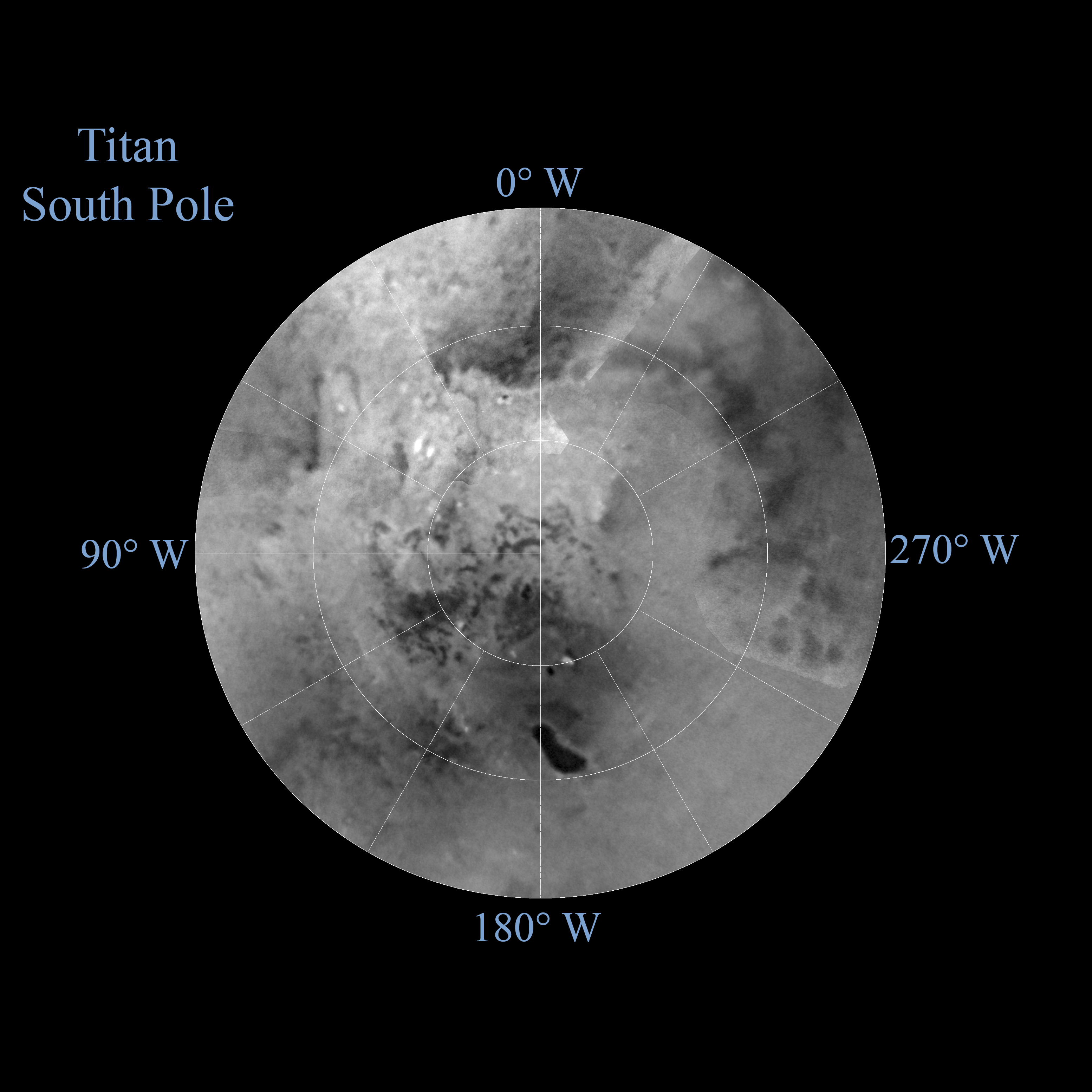
타이탄의 남극 (2014).

타이탄의 표면은 “복잡하고 액체에 의해 변화되었으며, 지질학적으로 젊다”고 묘사되어 왔다. 타이탄은 태양계가 형성될 때부터 존재해 왔지만, 그 표면은 훨씬 더 젊어 약 1억 년에서 10억 년 사이로 추정된다. 지질학적 과정이 타이탄의 표면을 다시 형성했을 가능성이 있다. 타이탄의 대기는 지구보다 네 배나 두꺼워 가시광선 대역에서 천문 관측 장비들이 표면을 촬영하기 어렵다. 카시니 탐사선은 근접 통과 시 적외선 장비, 레이더 고도계, 합성 개구 레이더를 이용해 타이탄의 표면 일부를 지도화했다. 최초 이미지에서는 거칠고 매끄러운 지형이 모두 나타나는 다양한 지질학적 모습이 드러났다. 일부 지형은 물과 암모니아가 혼합되어 표면으로 분출된 얼음화산의 결과로 추정된다. 타이탄의 얼음 지각이 상당히 단단할 수 있다는 증거도 있는데, 이것은 타이탄에 지질 활동이 거의 없음을 보여준다. 수백 킬로미터에 이르는 줄무늬 구조도 관찰되었으며, 이는 바람에 의해 운반된 입자들이 만든 것으로 보인다. 표면은 비교적 매끄럽기도 하며, 충돌 분화구로 보이는 몇몇 지형은 부분적으로 메워져 있었는데, 이는 탄화수소 비나 얼음화산에 의한 것일 수 있다. 레이더 고도계 데이터에 따르면 타이탄의 표고 차이는 일반적으로 150미터를 넘지 않는다. 간헐적으로 500미터의 고도 변화가 발견되기도 하며, 산악 지역 중 일부는 수백 미터에서 1킬로미터 이상에 이르기도 한다.

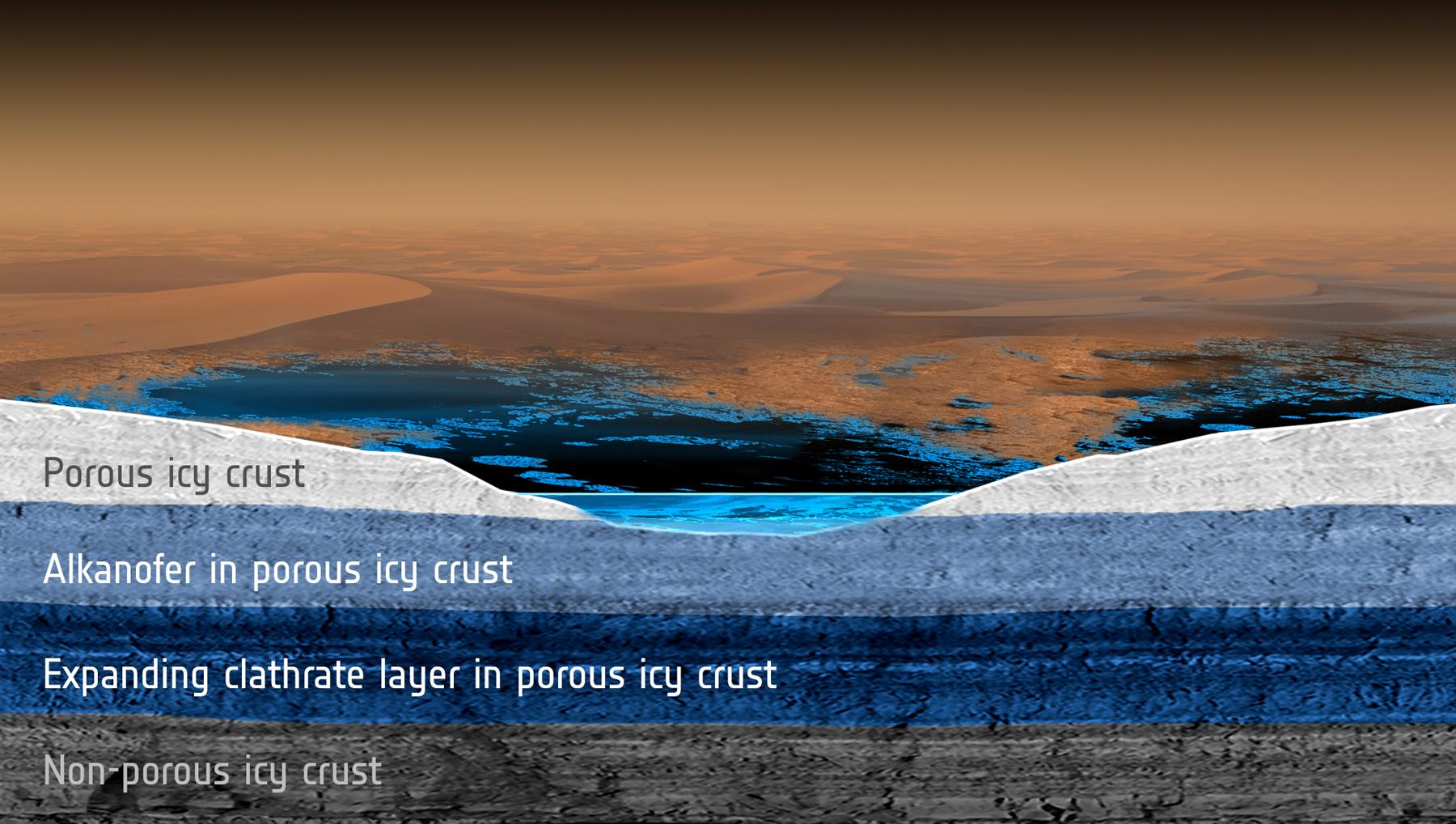
타이탄의 얼음 지각 구조.

타이탄 표면은 밝은 지역과 어두운 지역이 넓게 분포되어 있다. 그중 제너두(Xanadu)라는 호주 크기와 비슷한, 반사율이 높은 적도 지역이 포함된다. 이 지역은 허블 우주 망원경의 적외선 이미지에서 1994년에 처음 확인되었고 이후 카시니가 재관측하였다. 이 복잡한 지역은 언덕으로 가득 차 있으며 계곡과 협곡들로 나뉘어져 있다. 일부 구역은 어두운 선형 구조들(능선이나 균열처럼 보이는 굽은 지형들)로 교차되어 있다. 이들은 판구조론적 활동의 증거일 수 있으며 이것이 맞다면 제너두 지역이 지질학적으로 젊다는 것을 나타낸다. 반면, 이 선형 구조들이 액체가 만든 수로인 경우, 오랜 지형이 하천에 의해 침식된 것일 수도 있다. 유사한 크기의 어두운 지역은 타이탄의 다른 지역에서도 지상 및 카시니 관측에서 발견된 지역 중 하나인 리게이아 마레(Ligeia Mare)는 타이탄에서 두 번째로 큰 바다로, 거의 순수한 메탄으로 이루어져 있다.

### 호수와 바다

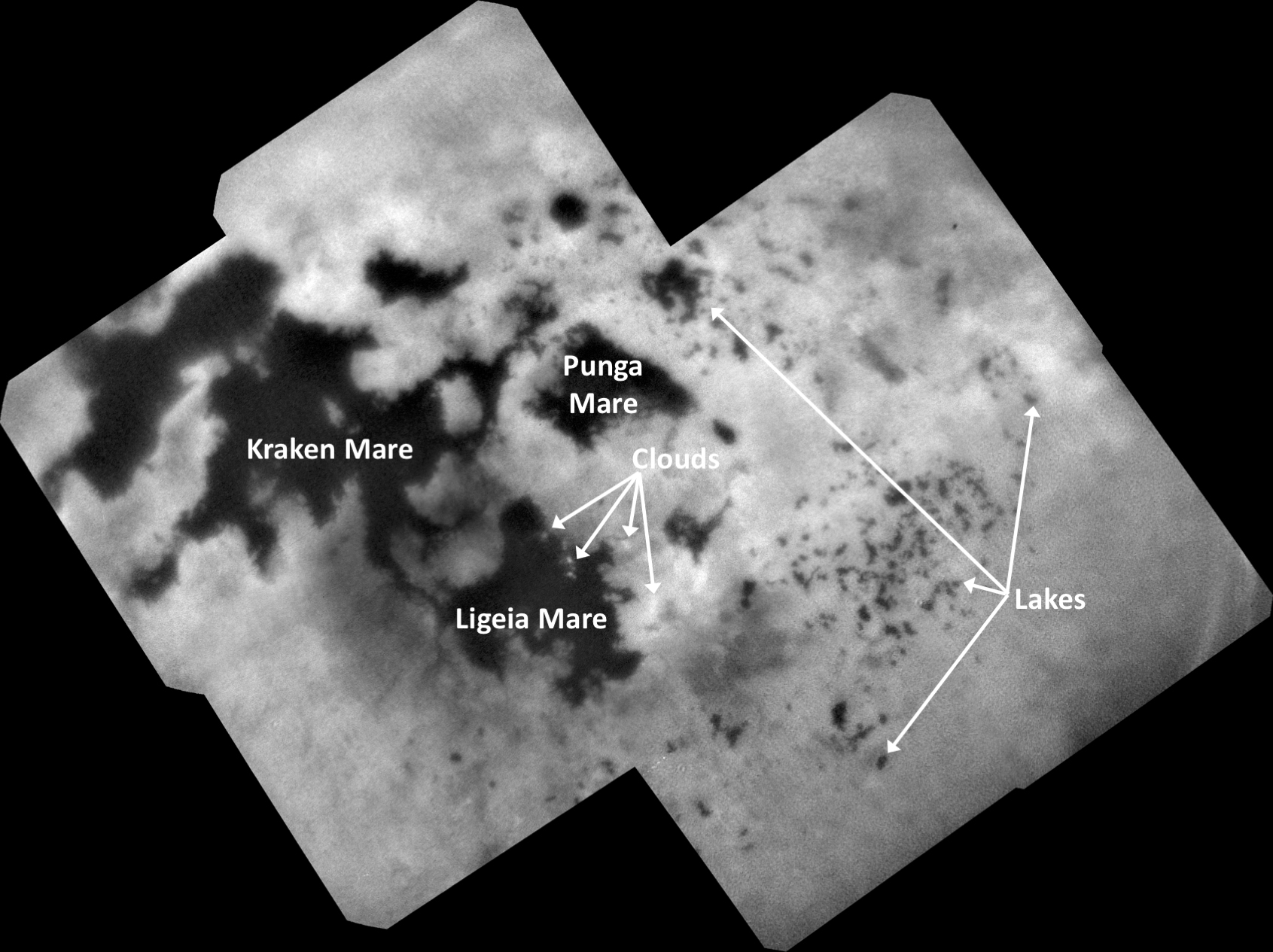
타이탄의 북극 지역에 위치하여 있는 3게의 호수를 나타낸 모습. (마리아)—크라켄 해, 라이지아, 푼가(Punga) 와 더 작은 호수인 (이카루스)

보이저의 근접 통과 이후 , 타이탄은 표면에 액체 탄화수소를 유지할 수 있는 대기를 가지고 있음이 확인되었다. 그러나 최초의 잠정 발견은 허블 우주 망원경과 레이더 관측 데이터를 통해 광대한 탄화수소 호수, 바다 또는 해양이 존재할 가능성이 제시된 1995년에야 이루어졌다.타이탄에 액체 탄화수소가 존재한다는 사실은 카시니 탐사선 에 의해 마침내 실제로 확인되었으며 , 카시니 임무팀은 2007년 1월 "토성의 위성 타이탄에 액체 메탄으로 가득 찬 호수가 존재한다는 확실한 증거"를 발표했다.
관찰된 타이탄의 호수와 바다는 대체로 극지방에 국한되어 있으며, 이 지역의 차가운 기온은 탄화수소가 액체상태로 영구히 존재하도록 한다.:58 타이탄의 북극 근처에는 가장 큰 바다인 크라켄 해, 두 번째로 큰 바다인 리게이아 해, 푼가 해가 있으며, 각각 넓은 저지대를 채우고 총합 타이탄의 바다와 호수 면적의 약 80%를 차지하며 합산 691,000 km²의 면적을 차지한다. 세 마리아의 해수면은 모두 유사하여 유압적으로 연결되어 있을 수 있음을 나타낸다.한편, 남극 지역에는 4개의 건조하고 넓은 저지대가 있으며, 말라붙은 해저일 가능성이 있다.타이탄의 극지방에는 더 작은 호수들이 있으며, 그 넓이의 합은 215,000 km²이다.타이탄의 저위도와 적도 지역에 호수가 있을 것이라는 추측이 있었지만, 아직 확인된 것은 없다. 계절적 또는 일시적인 적도 호수는 큰 폭우 후에 생길 수 있다.:60 카시니 탐사선의 RADAR 데이터는 타이탄의 바다와 호수에 대한 수심 측량을 수행하는 데 사용되었다 . 지하 반사 자료를 사용하여 측정된 리게이아 해의 최대 깊이는 약 200 미터, 온타리오 호의 최대 깊이는 약 90미터였다.:67–70 코넬 대학교 천체물리학 및 행성과학 센터의 발레리오 포기알리(Valerio Poggiali)가 이끄는 연구진은 크라켄 해 북부에 있는 하구인 모레이 시너스(Moray Sinus)의 깊이가 최대 85m에 달하는 것을 발견하였다. 크라켄 해 본체에서는 해저 흔적을 찾을 수 없었는데, 그 이유로는 크라켄 해의 구성성분이 다른 바다와 달라 레이더를 더 많이 흡수하거나 바다가 예상보다 더 깊을 수 있다는 점으로 꼽히고 연구진들은 후자의 가능성을 더 높게 보고 있다. 크라켄 해의 깊이가 실제로 깊은 경우에는 수심이 최소 100m에 이르며 가장 깊은 곳은 300m까지 내려갈 수 있다. 이정도의 깊이는 타이탄 잠수함이 충분히 탐사할 수 있는 깊이이다.
타이탄의 호수와 바다는 메테인(CH4)이 주를 이루며, 에테인(C2H6)과 용해된 질소(N2)가 소량 함유되어 있다. 이러한 구성 요소의 비율은 호수마다 다르다. 리게이아 의 관측 결과는 부피 기준으로 CH4 71% , C2H6 12% , N2 17%로 일치한다 . 반면 온타리오 라쿠스는 부피 기준으로 CH4 49%, C2H6 41% , N2 10%로 일치한다 . 타이탄은 토성과 조석 고정되어 있기 때문에 토성 근처와 토성 반대 지점에 약 100미터의 영구적인 조석 팽창이 있다. 타이탄의 궤도 이심률로 인해 조석 가속도가 9% 변동하지만, 긴 궤도 주기로 인해 이러한 조석 주기가 매우 점진적이다.:70–71 랄프 D. 로렌츠(Ralph D. Lorenz)가 이끄는 연구진은 타이탄의 주요 바다의 조석 범위가 약 0.2–0.8미터라는 결과를 도출하였다.:12

### 지각변동과 얼음화산
카시니호의 타이탄 표면의 레이더 매핑을 통해 여러 지형이 얼음화산이나 지각의 변동(Tectonics)으로 해석하였다.:14 2016년의 타이탄의 산맥의 능선 분석 결과 산맥이 타이탄의 적도 지역에 집중되어 있는 것으로 나타났는데, 이것은 산맥이 저위도 지역에서 더 자주 형성되거나 더 잘 보존되기 때문이다. 대부분의 동쪽에서 서쪽으로 향하는 산맥은 선형부터 굽어있는 모양까지 다양한 모양이 있었는데 사람들은 이것을 수평 압축이나 수렴대에서 생성되는 지구의 습곡과 비교하여 분석하였다. 타이탄 산맥의 전 위성에 걸친 분포가 타이탄 전체의 수축을 불러올 수 있으며 두꺼워진 얼음 껍질이 지역적인 융기를 유발할 수 있다고 주장하였다.:23–25
타이탄의 얼음화산을 식별하는 것은 카시니의 영상과 그 범위 때문에 여전히 논란이 많고 결론이 나지 않았다. 카시니의 레이더와 VIMS 영상은 여러 얼음화산 후보를 찾아내었는데, 특히 흐른 것과 같은 제나두의 서쪽 지역과 북반구의 가파른 경사면을 가진 호수들이 그러하다. 이 호수들은 지구에서 지하의 폭발적 분출로 형성되는 마르 분화구와 유사한 특징을 지닌다.가장 유력한 얼음화산 지형 후보는 여러 지형들로 이루어진 복합 지형이며, 여기에는 두 개의 산인 둠 산(Doom Mons)와 에레보르 산(Erebor Mons), 대형 분지인 소트라 파테라(Sotra Patera), 그리고 흐름 형태 지형인 모히니 물결(Mohini Fluctus) 등이 포함된다. 2005년에서 2006년 사이, 소트라 파테라와 모히니 물결의 일부 구역이 주변 평지와는 달리 눈에 띄게 밝아졌는데, 이는 얼음화산 활동이 현재도 진행 중일 가능성을 나타낸다.:21–23 얼음화산 활동을 뒷받침하는 간접적인 증거로는 타이탄 대기 중에 존재하는 아르곤-40(40Ar)이 있다. 방사성 동위원소인 40Ar은 칼륨-40(40K)의 붕괴로부터 생성되며, 수십억 년 동안 타이탄의 암석질 핵 내부에서 생성되어 왔을 것으로 보인다. 따라서 40Ar이 타이탄 대기에서 발견되었다는 사실은 내부에서 기원이 있는 물질이 표면으로 올라왔다는 뜻이며, 얼화산이 그 수송 수단 중 하나일 가능성이 있다.

### 충돌 크레이터
타이탄 표면에는 비교적 적은 충돌 분화구가 있으며, 침식 작용, 지각 변동, 얼음화산 활동이 시간이 지남에 따라 크레이터들을 없애는 역할을 했을 가능성이 있다. 비슷한 크기와 구조를 가진 가니메데와 칼리스토의 분화구와 비교했을 때, 타이탄의 분화구는 훨씬 얕다. 많은 분화구의 바닥은 어두운 퇴적물로 이루어져 있다. 충돌 분화구에 대한 지형학적 분석이 침식과 매몰이 분화구 변형의 주요 메커니즘임을 제시하였다.:2 또한 타이탄의 분화구는 균일하게 분포되어있지 않다. 이것은 극지방에는 발견된 충돌구가 별로 없는 반면, 대부분의 충돌구는 적도 부근의 사구에 분포하기 때문이다.이 불균형은 한때 타이탄의 극지방을 차지했던 바다, 과거 강우에 의한 극지방 퇴적물 퇴적, 또는 극지방의 침식률 증가의 결과일 수 있다.:19

### 평지와 사구

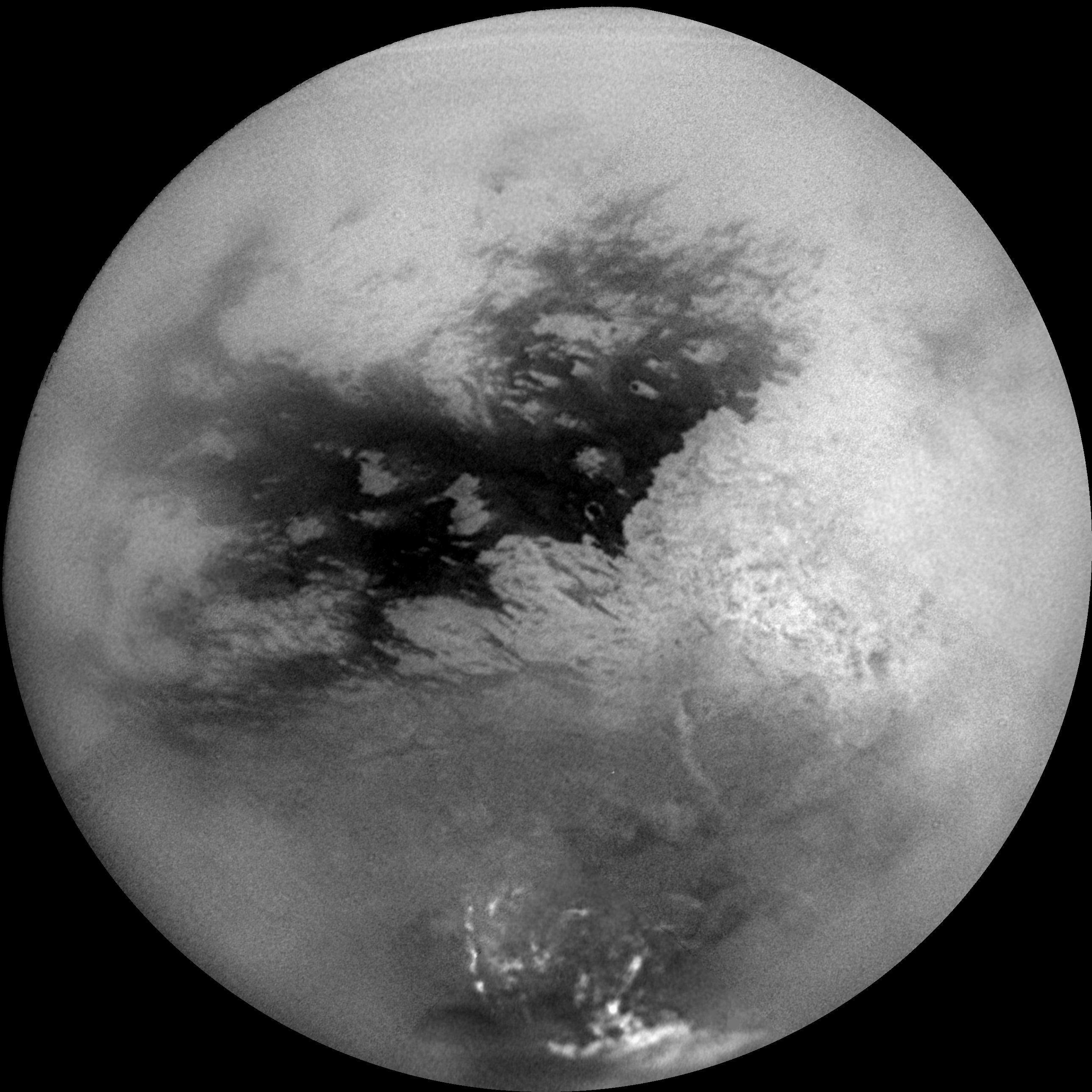
카시니호가 찍은 광할한 사구를 포함하고 있는 타이탄 적도의 어두운 지역의 모자이크.

타이탄 표면의 대부분은 평야로 덮여 있다. 여러 종류의 평야 중 가장 넓게 분포하는 것은 미분화 평야(Undifferentiated Plains)로, 레이더 이미지에서 어둡고 균일한 광대한 지역으로 나타난다.:15  이 평야는 주로 북위 또는 남위 20도에서 60도 사이의 중위도에 분포하며, 주요 지질 지형 중에서는 사구와 일부 충돌구를 제외하면 가장 젊은 지형으로 보인다.:177  미분화 평야는 바람에 의한 작용으로 형성되었을 가능성이 높으며, 유기물질이 풍부한 퇴적물로 이루어졌을 것으로 추정된다.:180

타이탄에서 또 다른 광범위한 지형은 모래 사구(sand dunes)으로, 이들은 거대한 사구 지대 또는 "모래 바다(sand seas)"로 모여 있으며, 주로 북위 또는 남위 30도 이내 지역에 위치한다. 타이탄의 사구는 일반적으로 너비는 1~2 km, 간격은 1~4 km이며, 일부 단일 사구는 길이가 100km가 넘는다. 제한된 레이더 고도 자료에 따르면 이 사구들은 높이 80~130 미터 정도로 나타나며, 카시니호 SAR 영상에서는 어둡게 보인다. 산과 같은 장애물 지형과의 상호작용은 모래가 일반적으로 서쪽에서 동쪽으로 운반된다는 것을 보여다. 사구를 구성하는 모래는 주로 타이탄 대기에서 유래한 유기물로 이루어져 있으며, 모래의 공급원으로는 강의 하상이나 미분화 평야가 거론되고 있다.:16–18

## 관측과 탐사
타이탄은 맨눈으로 볼 수 없지만 소형 망원경이나 대형 쌍안경을 이용하면 볼 수 있다. 타이탄은 토성의 밝은 본체와 고리에 가깝게 위치하기 때문에 아마추어 관측가들은 관찰하기가 쉽지 않다. 타이탄을 관측할 때에는 접안렌즈에 중앙을 가릴 수 있는 얇은 막대를 부착하여 토성으로부터의 빛을 가리면 더욱 잘 관찰할 수 있다. 타이탄의 최대 겉보기 등급은 +8.2이며, 평균 충 겉보기 밝기는 +8.4이다. 이것은 타이탄과 비슷한 크기의 목성계의 위성인 가니메데와 비교된다.
우주 시대 이전에는 타이탄에 대한 관측이 제한적이었다. 1907년 천문학자 주제프 코마즈 이 술라가 타이탄의 주연감광 현상을 발견하였는데, 이것은 타이탄에 대기가 있다는 최초의 증거였다. 1944년 제러드 피터 카이퍼는 분광 기술을 활용하여 메테인 대기를 검출하였다.

### 파이어니어호와보이저호

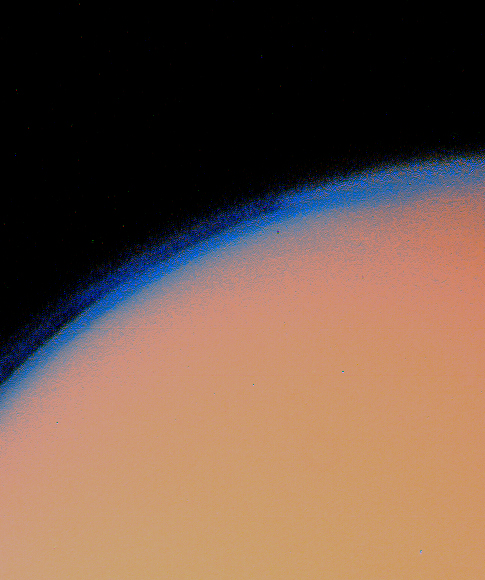
보이저 1호가 찍은 타이탄 가장자리의 안개 (1980).

토성계를 방문한 최초의 탐사선은 1979년의 파이어니어 11호였는데, 이 탐사로 타이탄은 생명체가 살기에는 너무 추운 곳이라는 사실이 밝혀졌다. 파이어니어 11호는 1979년 중반부터 후반까지 타이탄과 토성을 포함한 타이탄의 사진을 함께 촬영하였다. 그러나 사진의 품질은 곧 두 보이저호가 능가하였다.
타이탄은 보이저 1호와 2호에 의해 각각 1980년과 1981년에 탐사되었다. 보이저 1호의 궤적은 타이탄 근접 비행에 최적화되도독 설계되었으며, 그 덕분에 보이저 1호는 대기의 밀도, 구성, 온도를 측정하고 타이탄의 질량을 정밀하게 측정할 수 있었다. 대기의 안개 때문에 표면을 직접 촬영할 수 없었지만, 2004년 보이저 1호의 주황색 필터를 통해 촬영된 이미지를 집중적으로 디지털 처리한 결과, 허블 우주 망원경이 적외선으로 관측했던, 현재 제너두와 샹그릴라(Shangri-la)로 알려진 밝고 어두운 지형의 단서를 발견하였다. 보이저 2호는 만약 보이저 1호가 타이탄 근접비행을 수행할 수 없었다면 그 임무를 대신 수행하기 위해 경로를 변경했을 것이다. 하지만 보이저 1호가 근접비행을 하였기에 보이저 2호는 타이탄 근처를 지나지 않고 천왕성과 해왕성으로 여정을 계속하였다.:94

### 카시니-하위헌스
카시니-하위헌스 호는 2004년 7월 1일 토성에 도착하여 레이더를 이용하여 타이탄 표면을 지도화하는 작업을 시작하였다. 유럽 우주국(ESA)과 NASA의 공동 프로젝트인 카시니-하위헌스는 매우 성공적인 임무를 수행했다. 카시니 탐사선은 2004년 10월 26일 타이탄을 통과하여 불과 1,200 km 거리에서 타이탄 표면의 역대 최고 해상도 이미지를 촬영하여 인간의 눈으로는 볼 수 없는 밝고 어두운 부분을 구분하였다.
2006년 7월 22일, 카시니는 타이탄으로부터 950 km 떨어진 곳에서 처음으로 목표물을 향해 근접 비행을 했다. 가장 가까운 비행은 2010년 6월 21일 880 km에서 이루어졌다. 카시니가 발견한 많은 호수와 바다의 형태로 북극 지역 표면에서 액체가 풍부하게 발견되었다.

#### 하위헌스호의 착륙
하위헌스는 2005년 1월 14일 타이탄에 착륙한 대기 탐사선으로 타이탄 표면의 많은 특징이 과거 어느 시점에 유체에 의해 형성된 것으로 보인다는 사실을 발견하다. 타이탄은 지구에서 가장 먼 거리에 있는 착륙한 우주선이 있는 천체이다.
하위헌스 탐사선은 아디리(Adiri)라고 불리는 밝은 지역의 동쪽 끝자락 바로 옆에 착륙했다. 탐사선은 창백한 언덕들과 그 언덕 아래 어두운 평야로 흘러내리는 어두운 "강줄기"를 촬영했다. 현재의 과학적 이해에 따르면, 이 언덕들(고지대로도 불림)은 주로 얼음으로 이루어져 있다. 태양의 자외선에 의해 타이탄 상부 대기에서 생성된 어두운 유기 화합물들은 대기에서 비처럼 내려올 수 있으며, 메탄비와 함께 언덕을 따라 흘러내려 지질학적 시간 규모에 걸쳐 평야에 퇴적된다.
하위헌스 탐사선은 착륙 후 작은 바위와 자갈로 뒤덮인 어두운 평원을 촬영했는데, 이 바위들도 얼음으로 이루어져 있었다. 사진 오른쪽 중앙 아래에 보이는 두 개의 바위는 겉보기보다 작으며, 왼쪽 바위는 가로 15cm, 중앙 바위는 4cm로, 하위헌로부터 약 85cm 떨어져 있다. 바위 아래쪽에서 침식의 흔적이 관찰되며, 이는 액체에 의한 하천 작용(fluvial activity)의 가능성을 가진다. 지면 표면은 예상보다 더 어두웠으며, 물과 탄화수소 얼음이 섞인 혼합물로 이루어져 있다.
2007년 3월, NASA, ESA 와 COSPAR는 하위헌스 착륙 지점을 ESA 전 회장을 추모하여 위베르 퀴리앵(Hubert Curien) 추모 기지로 명명하기로 결정했다.

### 드래건플라이
드래건플라이 임무는 존스홉킨스대학교 응용물리연구소에서 개발 및 운영하며, 2028년 7월 발사를 목표로 하고 있다. 이 임무는 타이탄의 대기에서 비행할 수 있도록 RTG로 구동되는 대형 드론으로 구성되며, 뉴 프런티어 계획의 네 번째 임무이다. 이 드론은 생명 탄생 이전의 화학 반응인 전(前)생명화학이 얼마나 진전되었는지를 연구하는 장비들을 탑재하고 있다. 이 임무는 2030년대 중반 타이탄에 도착할 계획이다. 이 임무는 처음으로 목성을 탐사하지 않는 외행성계 탐사선일 것이다. 드래건플라이는 대기 진입 10분 전에 진입 캡슐로부터 분리가 되어 에어로셸과 2개의 낙하산을 이용해 약 105분간 진입할 예정이다. 마하가 약 1.5에 도달하였을 때 감속용 보조 낙하선을 사용해 80분간 감속을 한 후, 고도 1.2 km에서 낙하선을 분리하고 추진을 이용해 10°S 165°W 샹그리라 지점에 착륙할 것이다. 최대 8 km 까지 비행을 해 촐린과 과거 물의 흔적을 탐색할 예정이다.

### 제안 또는 구상 중인 임무들

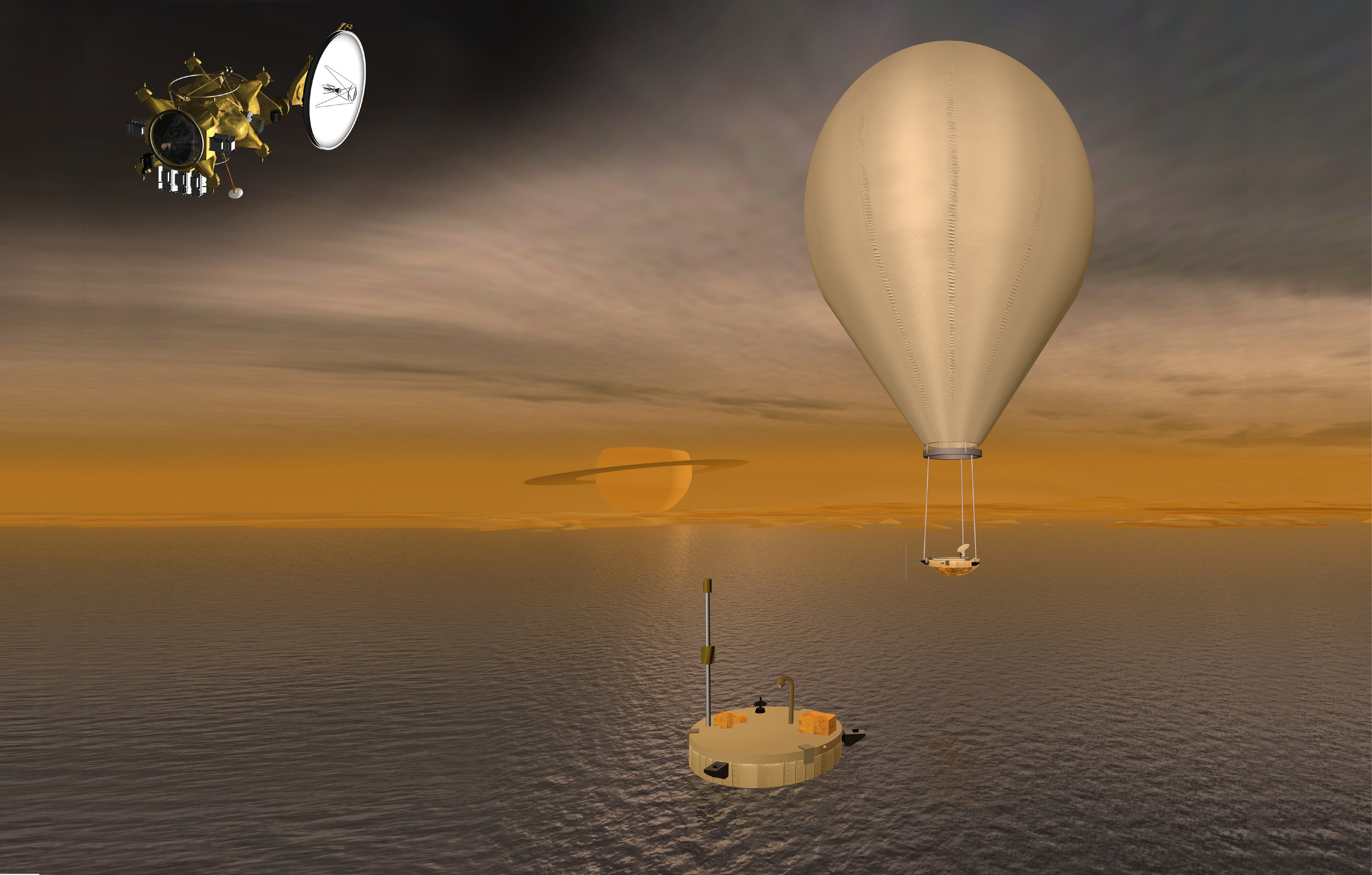
타이탄 토성계 임무에서 제안된 호수 착륙선, 풍선 및 궤도선(상상화)

최근 몇 년간 타이탄으로 다시 무인 우주선을 보내는 여러 구상 중인 임무들이 제안되었다. NASA(및 JPL)와 ESA는 이러한 임무에 대해 초기 개념 작업을 완료한 바 있으나, 현재까지 이들 중 어떤 제안도 공식적으로 자금을 지원받아 실행되는 임무로 전환되지는 않았다. 타이탄 토성계 임무(TSSM)는 토성의 위성들을 탐사하기 위한 NASA와 ESA의 공동 제안이었다. 이 임무에서는 타이탄의 대기에서 6개월간 비행하는 열기구를 구상했다. 이 임무는 유로파 목성계 임무(EJSM) 제안과 예산을 두고 경쟁했으며, 2009년 2월 ESA/NASA는 EJSM 임무에 우선순위를 부여했다고 발표했다. 제안된 타이탄 늪 탐사선은 타이탄 북반구의 리게이아 해에 착수하는 저비용 착륙선이었다. 이 탐사선은 타이탄의 탄화수소 순환, 바다 화학, 타이탄의 기원 등을 조사하는 동안 부유할 수 있도록 설계되었다. 이 임무는 NASA 12번째 디스커버리 프로그램 후보로 2011년 Phase-A 설계 연구 대상으로 선정되었으나, 최종적으로 비행 임무로 채택되지는 않았다.
또 다른 타이탄 임무는 2012년 초 미국 아이다호 대학교의 과학자인 제이슨 반스(Jason Barnes)가 제안한 것으로, '타이탄 탐사를 위한 항공 비행체(AVIATR, Aerial Vehicle for In-situ and Airborne Titan Reconnaissance)'이다. 이 무인 비행체(또는 드론)는 타이탄의 대기를 비행하며 고선명도 지표 사진을 촬영하도록 설계되었다. 그러나 NASA는 요구된 7억 1,500만 달러의 예산을 승인하지 않았으며, 이 프로젝트의 미래는 불확실하다.
또 다른 호수 착륙선 구상은 2012년 말 스페인에 기반한 민간 공학 회사 SENER와 마드리드 소재의 천체생물학 센터(Centro de Astrobiología)에 의해 제안되었다. 이 탐사선 개념은 '타이탄 호수 현장 샘플링 추진 탐사선(TALISE, Titan Lake In-situ Sampling Propelled Explorer)'이라 불린다. TiME 탐사선과의 주요 차이점은 TALISE는 자체 추진 시스템을 갖추도록 구상되었으며 착수 후 호수 위를 단순히 떠다니는 것에 국한되지 않고 이동이 가능하다는 점이다.
디스커버리 프로그램 제13차 후보 임무 중 하나는 JET가 있었다. 이 임무는 엔셀라두스와 타이탄의 거주 가능성을 평가하는 우주생물학 토성 궤도선이었다.
2015년 NASA의 고급 개념 연구소(NIAC)은 타이탄의 바다를 탐험하기 위한 타이탄 잠수함 설계 연구에 2단계 보조금을 수여했다. 타이탄의 바다를 탐험하기 위한 타이탄 잠수함 설계 연구에 Phase II상이 수여되었다.

## 생명체 존재 가능성
타이탄은 복잡한 유기물이 풍부한 전(前)생명적의 환경으로 여겨지고 있지만 표면 온도가 –179 °C로 매우 낮기 때문에, 현재의 과학적 이해로는 생명체가 타이탄의 얼어붙은 표면에서는 존재할 수 없다고 생각된다. 그러나 타이탄은 얼음 껍질 아래에 전 타이탄적 규모의 바다를 품고 있는 것으로 보이며, 내부는 미생물 생명이 존재하기에 잠재적으로 적합한 환경인것으로 추정된다.
카시니-하위헌스 탐사선은 생명지표(biosignature)나 복잡한 유기 화합물의 존재를 직접적으로 입증할 수 있는 장비를 갖추고 있지 않았지만, 타이탄이 초기 지구와 유사한 환경을 일부 갖추고 있다는 점을 보여줄 수 있었다. 과학자들은 초기 지구의 대기가 현재 타이탄의 대기와 구성 면에서 유사했을 것이라 추정하고 있다. 단 하나의 큰 차이로는 타이탄 대기에는 수증기가 존재하지 않는다는 점이다.
한편 최근 타이탄에서 원시 생명체가 살고 있는 징후가 포착되었다는 것이 새롭게 주장되었다. 토성탐사선 호이겐스 호가 수집한 자료를 분석한 결과, 수소가 타이탄의 대기에서 하강해 지표면에서 사라지는 모습이 포착됐으며 이는 원시 생명체가 타이탄의 대기를 호흡하고 표면의 물질을 섭취한 결과일 수 있다는 것이다. 타이탄에 흐르는 액체는 물이 아닌 메탄이므로 이곳 생명체는 메탄을 기반으로 살아갈 것으로 추정된다. 질소가 대기의 주성분을 이루고 유기화합물이 존재하는 타이탄은 오래전부터 과학자들 사이에서 생명체의 존재 가능성에 대해 언급되어 왔다.

### 복잡한 분자의 형성
밀러와 유리 실험과 그 이후의 여러 실험들은 타이탄의 대기와 유사한 조성에 자외선을 가하면, 톨린과 같은 복잡한 분자 및 고분자 물질이 생성될 수 있음을 보여주었다. 이 반응은 질소와 메탄의 해리로 시작되어, 시안화수소와 아세틸렌을 생성하게 된다. 이후 이들로부터 다양한 화학 반응이 일어나며 복잡한 유기물이 형성된다.
타이탄의 대기 조성과 비슷한 기체 혼합물에 에너지를 가했을 때, DNA와 RNA의 구성 요소인 핵염기 다섯 개가 생성되는 것으로 보고되었고, 단백질의 구성 요소인 아미노산도 발견되었다. 액체 상태의 물이 존재하지 않는 이러한 실험에서 뉴클레오타이드 염기와 아미노산이 발견된 것은 이 사례가 처음이다.

### 지하 서식지의 가능성
연구진들의 시뮬레이션 결과에 따르면 타이탄에는 지구에서 생명이 시작된 것과 유사한 화학 진화가 시작되기에 충분한 유기물이 존재한다고 한다. 이러한 추측은 충돌로 인한 열이나 그 아래에 형성된 단열층 등을 통해 액체 상태의 물이 긴 시간 동안 존재할 수 있다는 가능성이 있기 때문이다. 또 다른 가설은 타이탄 내부 깊숙한 지하에 액체 암모니아 바다가 존재할 수 있다고 추측한다. 또 다른 모델로는 물과 암모니아가 혼합된 용액이 타이탄의 물-얼음 지각 아래 약 200 km 깊이에 존재할 수 있다고 보며, 이 환경은 지구 기준으로 극한임에도 생명체가 생존 가능할 수도 있는 조건일 수 있다고 주장한다. 내부와 외부 사이의 열 전달은 이런 해양 환경에서의 생명 유지에 매우 중요하며, 타이탄에서 미생물 생명체를 탐지하려면 미생물들이 만들어내는 대기 중 메탄과 질소의 비율과 같은 생물학적 흔적을 관측해야 할 것다.

### 메테인과 타이탄 표면에서의 생명
타이탄의 액체 메탄 호수에서 지구의 물 속에서 사는 생명체처럼 생명체가 존재할 수 있다는 가능성이 제기되었다. 이런 예상되는 타이탄의 생명체는 O2 대신 H2를 들이마시고, 포도당 대신 아세틸렌으로 신진대사하며, 이산화탄소 대신 메테인을 배출할 것으로 예측된다. 하지만 이런 이론적인 생명체들은 −179.2 °C(94.0K)의 극저온에서 신진대사를 수행해야 한다.
지구상의 (메테인생성균 또한 포함해서) 모든 생명체는 액체 상태의 물을 용매로 사용하지만 타이탄의 생명체는 메테인이나 에테인과 같은 액체 상태의 탄화수소를 용매로 사용할 가능성이 제기되었다. 그러나 물은 메탄보다 더 강력한 용매이다. 또한 물은 더 화학적으로 반응성이 높아 가수분해를 통해 큰 유기 분자를 분해할 수 있다. 반면, 탄화수소를 용매로 사용하는 생명체는 이와 같은 방식으로 생체의 분자가 파괴될 이 크지는 않을 것이다.
2005년, 우주생물학자 크리스 맥케이(Chris McKay)는 만약 타이탄 표면에 메탄 생성균이 존재한다면, 그것이 타이탄 대류권 내 혼합비 측정 가능한 영향을 미칠 것이라고 주장했다. 그는 수소와 아세틸렌의 농도가 예상보다 눈에 띄게 낮아질 것이라고 보았다. 지구의 메탄 생성 생물과 유사한 대사 속도를 가정할 때, 가상의 생물학적 흡수로 인해 타이탄 표면의 분자 수소 농도는 1000분의 1로 감소할 것이라고 추정했다. 맥케이는 생명체가 실제로 존재한다면, 타이탄의 낮은 온도로 인해 대사 활동이 매우 느릴 것이며, 이 과정은 효소와 유사한 촉매를 이용해 촉진될 수 있다고 덧붙였다. 또한 유기 화합물이 메탄에 거의 녹지 않는다는 사실이 생명체의 존재 가능성에 있어 더 큰 장애물이 된다고 언급했다. 그는 이러한 문제를 극복하기 위한 이론적인 방법으로는 능동 수송이나, 표면적 대비 부피 비가 큰 생물체의 존재 가능성을 제시했다.
2010년, 존스 홉킨스 대학의 다렐 스트로벨(Darrell Strobel)은 타이탄의 상층 대기에서 하층 대기로 향하는 분자 수소의 흐름이 존재하며, 타이탄 표면 근처에서는 수소가 사라지고 있다는 사실을 밝혀냈다. 그는 상층 대기에서 하층 대기로 초당 약 1028개의 수소 분자가 내려오며, 이는 맥케이가 예측했던 메탄 생성 세균의 영향과 일치한다고 주장했다. 같은 해, 타이탄 표면에서 아세틸렌 농도가 낮다는 또 다른 연구 결과가 나왔고, 맥케이는 이를 탄화수소를 소비하는 생명체가 존재할 가능성과 일치한다고 해석했다. 그러나 그는 생물학적 가설을 재확인하면서도, 수소와 아세틸렌에 대한 이러한 발견은 아직 확인되지 않은 물리적 또는 화학적 과정(예를 들면 표면 촉매가 탄화수소나 수소를 받아들이는 작용)이나, 물질 흐름에 대한 현재의 모델에 결함이 있는 가능성이 더 높다고 경고했다. 그는 성분 데이터와 수송 모델이 더욱 확증될 필요가 있다고 덧붙였다. 그렇다 하더라도, 생물학적 설명보다 놀랍지 않겠지만, 섭씨 –180도(95 K)에서 작동 가능한 촉매가 발견된다면 그것 또한 상당한 의미가 있다고 맥케이는 언급했다. 아세틸렌 관련 발견에 대해서는, NASA 우주생물학 연구소의 타이탄 팀 수석 연구원 마크 앨런(Mark Allen)이 생물학적이지 않은 추측성 설명을 내놓았다. 그는 태양광이나 우주선이 대기 중 얼음 에어로졸 내의 아세틸렌을 더 복잡한 분자로 전환시켜 지표면으로 떨어지게 하고, 이로 인해 아세틸렌 흔적이 사라질 수 있다고 설명했다.
NASA는 2010년 6월 발견에 관한 보도자료에서 다음과 같이 언급했다. "현재까지 메탄을 기반으로 한 생명체는 어디까지나 가설일 뿐입니다. 과학자들은 아직 이 형태의 생명체를 어디에서도 발견하지 못했습니다.". NASA의 발표문은 또한 이렇게 덧붙였다. "일부 과학자들은 이러한 화학적 징후들이 타이탄 표면에 원시적이고 이국적인 형태의 생명체, 또는 생명의 전 단계(predecessor)의 존재 가능성을 뒷받침한다고 믿고 있습니다.".
2015년 2월에는 극저온 조건인 액체 메탄 속에서도 기능할 수 있는 가상의 세포막이 모델링되었다. 이 세포막은 탄소, 수소, 질소로 이루어진 작은 분자들로 구성되어 있으며, 지구상의 세포막을 구성하는 탄소, 수소, 산소, 인을 포함한 인지질과 동일한 안정성과 유연성을 가진다고 한다. 이 가상의 세포막은 ‘아조좀(azotosome)’이라 불리며, 이는 프랑스어로 질소를 뜻하는 ‘아조트(azote)’와 세포막 구조를 의미하는 ‘리포솜(liposome)’을 결합한 용어이다.

### 방해 요인
이러한 생물학적 가능성에도 불구하고, 타이탄에는 생명체 존재에는 상당히 큰 방해 요인들이 있으며, 지구와의 유사성도 명확한 것이 없다. 타이탄은 태양으로부터 매우 멀리 떨어져 있어 극도로 차갑고, 대기에는 이산화탄소가 부족하다. 타이탄 표면에서는 물이 오직 고체 상태로만 존재할 수 있다. 이러한 장애물 때문에 조나단 루닌(Jonathan Lunine)과 같은 과학자들은 타이탄을 생명체가 존재할 가능성이 높은 서식지라기로 보기보다는 지구에 생명이 출현하기 이전의 조건들을 검토하기 위한 실험장으로 바라보았다. 비록 타이탄에 생명이 존재하지 않을 가능성이 크지만, 타이탄의 생물발생이전조건과 관련 유기화학은 지구 생물의 초기 역사를 이해하는 데 여전히 큰 관심사로 남아 있다. 타이탄을 생명체 이전 실험장으로 활용하는 것은 우주선을 통한 관측뿐만 아니라 지구에서 수행되는 실험실 실험, 화학적 및 광화학적 모델링을 모두 포함한다.

### 타이탄의 판스페르미아설
지구 표면에 거대한 소행성이나 혜성이 충돌했을 때 미생물이 포함된 암석 조각이 지구의 중력을 벗어나 우주로 방출되었을 가능성이 제시되어 왔다. 이는 타이탄의 판스페르미아설의 가능성을 보여준다. 계산에 따르면 이러한 암석 조각들은 타이탄을 포함한 태양계 내 여러 천체와 충돌했을 가능성이 있었다. 한편으로 조나단 루닌은 타이탄의 극저온 탄화수소 호수에 존재할 수 있는 생명체는 지구 생명체와 화학적으로 너무 다를 것이기 때문에 양쪽 생명체 중 어느 한 쪽이 다른 쪽의 기원이라고 말할수는 없을 것이라고 주장했다.

### 미래의 환경
먼 미래에는 타이탄의 환경이 훨씬 더 거주 가능해질 수 있을 것으로 보인다. 약 50억 년 후, 태양이 준적색거성으로 진화하면서 표면 온도가 충분히 상승하여 타이탄 표면에 액체 상태의 물이 존재할 수 있게 되어 거주 가능성이 생길 수 있을 것으로 예상된다. 태양의 자외선 방출량이 감소함에 따라 타이탄 상층 대기의 연무가 고갈되어 표면에 작용하던 반온실효과가 약화되고, 대기 중 메탄에 의한 온실효과가 훨씬 더 큰 역할을 하게 된다. 이 두 가지 조건이 결합되어 거주 가능한 환경이 조성될 수 있으며, 이 상태는 수억 년 동안 지속될 가능성이 있다. 이는 지구에서 단순 생명체가 탄생하기에 충분했던 시간으로 생각되어 왔지만, 암모니아와 물의 혼합물의 더 높은 점도와 낮은 온도로 인해 타이탄에서는 화학적 반응이 훨씬 느리게 진행될 것으로 예상된다.

## 같이 보기
- 타이탄의 생명
- Lorenz, Ralph; Mitton, Jacqueline (2002). 《Lifting Titan's Veil: Exploring the Giant Moon of Saturn》. Cambridge University Press. ISBN 978-0-521-79348-3.
- Lorenz, Ralph; Mitton, Jacqueline (2008). 《Titan Unveiled》. Princeton University Press. ISBN 978-0-691-14633-1.
- Lorenz, Ralph (2017). 《NASA/ESA/ASI Cassini-Huygens: 1997 onwards (Cassini orbiter, Huygens probe and future exploration concepts) (Owners' Workshop Manual)》. Haynes Manuals, UK. ISBN 978-1-78521-111-9.
- O'Callaghan, Jonathan (2019년 11월 21일). “A Map of Saturn's Largest Moon” (PDF). 《Nature》 575 (7783): 426–427. Bibcode:2019Natur.575..426O. doi:10.1038/d41586-019-03539-8. PMID 31745360. S2CID 208171884.